# Greenough (rivier)
De Greenough is een rivier in de regio Mid West in West-Australië.

## Geschiedenis
Ten tijde van de Europese kolonisatie leefden de Amangu, Nokaan en Widi Aborigines in het stroomgebied van de Greenough.
In 1839 diende de tweede West-Australische expeditie van George Grey, nadat haar verkenningsschepen waren vergaan, bijna 500 kilometer zuidwaarts over land naar Perth te trekken. Op 8 april ontmoette Grey de rivier en vernoemde haar naar George Bellas Greenough, de voorzitter van de Royal Geographical Society toen de expeditie in 1837 werd uitgerust.

## Geografie
De Greenough ontspringt nabij 'Jingemarra Station' ten noordoosten van Mullewa en stroomt meer dan 340 kilometer in zuidwestelijke richting tot ze enkele kilometers ten zuiden van Geraldton in kaap Burney in de Indische Oceaan uitmondt. De monding van de rivier vormt een estuarium. Onderweg stroomt de rivier door de 'Nangcarrong Springs', 'Teamurra Pool', 'Eradu Pool', 'Beetalyinna Pool' en de 'Ellendale Pool'. De Greenough wordt gevoed door onder meer onderstaande tien waterlopen:
- Woojalong Brook (371 m)
- Woolbarka Brook (367 m)
- Bangemall Creek (230 m)
- Urawa River (221 m)
- Kolanadgy Gully (215 m)
- Nangerwalla Creek (210 m)
- Wooderarrung River (199 m)
- Wandin Creek (175 m)
- Kockatea Gully (164 m)
- Wicherina Brook (139 m)

De monding van de rivier wordt dikwijls afgesloten door een zandbank. Wanneer de zandbank door een sterke stroming wordt doorbroken blijft ze meestal enkele maanden open.

## Klimaat
Het stroomgebied van de rivier de Greenough kent een overwegend mediterraan klimaat met milde vochtige winters en hete droge zomers.

## Hydrografie
De Greenough kende zware overstromingen in 1888, 1927, 1953, 1963, 1970, 1971, 1988, 1994 en 1999. Het plaatsje Greenough werd na de overstroming van 1888 verlaten.